# El amante de Lady Chatterley
El amante de Lady Chatterley (título original: Lady Chatterley's Lover, con frecuencia mencionada de manera abreviada, Lady Chatterley) es una novela de 1928 del escritor británico David Herbert Lawrence, también con frecuencia citado de manera abreviada, D. H. Lawrence. La obra causó escándalo y fue prohibida en su época, debido a las escenas donde se describen relaciones sexuales de manera explícita.
Publicada en Florencia en 1928, no se imprimió en el Reino Unido sino hasta 1960.
La edición de Penguin es el segundo best-seller de la misma, solo superado por su edición de La Odisea. Debido al contenido erótico del libro y el fácil acceso a la obra que implicaría una publicación de bajo costo como la de Penguin, hubo un serio intento de prohibir la edición. El alegato en defensa de la publicación llevado a cabo por Krishna Menon, abogado de la editorial, se sigue estudiando en Oxford.

## Contenido
La historia relata la vida de Constanza, quien está casada con un hombre de clase alta parapléjico y mantiene un romance con otro perteneciente a la clase obrera.
El marido quedó parapléjico a raíz de una lesión en la guerra. Esto y el hecho de no ser demasiado cariñoso con Constanza, desemboca en el alejamiento emocional de la pareja. Constanza, debido a su frustración sexual, tiene una aventura con Oliver Mellors, el guarda de coto y, por tanto, un hombre de la clase obrera. Lawrence se cuida de todos modos en remarcar que si bien Mellors pertenece a la clase obrera, es distinto, de gustos literarios refinados, un agudo observador que pivota entre dos mundos: El de la clase obrera, "vulgar" y que utiliza dialecto, y el mundo de las elites aristocráticas al que claramente no pertenece pero que conoce por haber hecho carrera en el ejército, -a lo largo de la narración Mellors también utiliza a la perfección el inglés puro-. Lo cierto es que Mellors es un solitario que no se halla cómodo en ninguno de los dos lugares. Su profesión de guardabosques, en un bosque que es una pequeña mancha verde en un mundo industrializado, es la perfecta metáfora de quién es él y cómo se siente. 
La historia también se construye en torno al contraste entre lo que en la obra se denomina "La vieja Inglaterra" (La Inglaterra rural, bucólica, pastoril, y además estéticamente bella) y "La nueva Inglaterra" (una Inglaterra industrializada en la que los castillos y los campos son demolidos y arrasados para instalar pueblos mineros de baja calidad estética).
El autor coloca en boca de Mellors una crítica al belicismo de la época y pronostica en reiteradas ocasiones el conflicto de la Segunda Guerra Mundial.
Asimismo asombrosamente anticipa la fertilización in vitro, hablando de que "se tendrán bebés en botellas y la sexualidad ya no será necesaria"

## Adaptaciones en el cine
- L'Amant de lady Chatterley (1955, Francia), drama, con  Danielle Darrieux en el papel protagónico; se prohibió en los Estados Unidos porque "promovía el adulterio", pero se estrenó en 1959 después de que la Suprema Corte revirtió la decisión.[4]
- Edakallu Guddada Mele (On top of Edakallu Hill) (1973, India), película en idioma kannada, con Jayanthi en el protagónico y dirigida por Puttanna Kanagal; versión basada vagamente en el libro publicado con el mismo título y en ese idioma.
- Sharapancharam (Bed of Arrows) (1979, India), película en idioma malayalam con las actuaciones de Jayan y Sheela y dirigida por Hariharan, basada vagamente en la novela original.
- Lady Chatterley's Lover (1981, Francia), dirigida por Just Jaeckin y producida por Menahem Golan y Yoram Globus y con las actuaciones de Sylvia Kristel y Nicholas Clay. Jaeckin había dirigido previamente a Kristel en Emmanuelle, que se estrenó en 1974.
- Lady Chatterley (1993, Reino Unido), una serie de televisión de la BBC dirigida por Ken Russell para BBC Television, con las actuaciones de Joely Richardson y Sean Bean, que incluyó material de la segunda versión de la novela, más extensa, intitulada John Thomas and Lady Jane ("John Thomas" y "Lady Jane" son dos de los nombres coloquiales (véase hipocorístico) para los órganos genitales masculino y femenino, respectivamente).
- Milenec lady Chatterleyové (1998), versión para la televisión checa dirigida por Viktor Polesný y con las actuaciones de Zdena Studenková (Constance), Marek Vašut (Clifford) y Boris Rösner (Mellors).[5]
- Ang Kabit ni Mrs Montero (Mrs. Montero's Paramour, 1998, Filipinas), versión soft-core (véase porno blando), adaptada por el director Peque Gallaga.
- El director francés Pascale Ferran[6] filmó en el 2006 Lady Chatterley, en francés, con Marina Hands (Constance) y Jean-Louis Coulloc'h (Mellors), que ganó el Premio César para la Mejor Película en el 2007. Marina Hands recibió el premio a la mejor actriz ese año en el Festival de Cine Tribeca[7] La película se basó en John Thomas and Lady Jane, la segunda versión de la novela. Se presentó en el canal Arte de la televisión francesa el 22 de junio del 2007 con el título Lady Chatterley et l'homme des bois (Lady Chatterley y el hombre del bosque).
- Lady Chatterley's Daughter (Lady Chatterley's Ghost) (2011, Estados Unidos).[8] Director: Fred Olen Ray, actriz: Cassandra Cruz.
- Lady Chatterley's Lover (2015, Reino Unido) es una película para televisión de la BBC, con las actuaciones de Holliday Grainger, Richard Madden y James Norton.[9] Producida por Hartswood Films y Serena Cullen Productions, se estrenó en BBC One el 6 de septiembre del 2015[10] y en Netflix como serie dramática, con las actuaciones de Madden como Oliver Mellors; Grainger como Lady Chatterley y Norton como sir Clifford Chatterley.[11]
- Lady Chatterley's Lover (2022), dirigida por Laure de Clermont-Tonnerre y con las actuaciones de Emma Corrin y Jack O'Connell como Constance y Mellors, respectivamente. Se estrenó el 25 de noviembre del 2022 en los cines del Reino Unido y el 2 de diciembre del mismo año en Netflix.[12]